# Ululodes villosus
Ululodes villosus is een insect uit de familie van de vlinderhaften (Ascalaphidae), die tot de orde netvleugeligen (Neuroptera) behoort. 
Ululodes villosus is voor het eerst wetenschappelijk beschreven door Palisot de Beauvois in 1807.